# Citavi
Citavi ist ein Programm zur Literaturverwaltung und Wissensorganisation für Microsoft Windows. Es wird an Universitäten und Hochschulen zum Schreiben von Hausarbeiten und Abschlussarbeiten eingesetzt, von Forschern beim Verfassen von wissenschaftlichen Publikationen und in Firmen bei der Abfassung von Berichten und zur Wissensorganisation im Team. Citavi wird von der Firma Swiss Academic Software mit Sitz in Wädenswil bei Zürich entwickelt. Es basiert auf dem .Net-Framework.
Im Februar 2021 wurde Citavi von der US-amerikanischen Software-Firma QSR International übernommen. Im Oktober 2022 schloss sich QSR International mit der finanziellen Unterstützung von TA Associates (einem Private-Equity-Unternehmen) mit zwei Partnern, Palisade und Addinsoft, zusammen. Sie gründeten die neue Datenanalyse-Softwareplattform Lumivero.

## Versionen
Vorgänger war das an der Heinrich-Heine-Universität Düsseldorf entwickelte Programm LiteRat, dessen Version 1.0 im Jahre 1995 erschien. 2006 wurde die neu entwickelte Version unter dem Namen Citavi 2.0 veröffentlicht. 2010 erschien die graphisch und technisch vollständig überarbeitete Version Citavi 3. Damit war das Programm auch mit englischsprachiger Bedienoberfläche nutzbar. Seit der Version 4, die im Jahr 2013 erschien, kann die Benutzeroberfläche zwischen Deutsch, Englisch, Französisch, Italienisch, Polnisch, Portugiesisch und Spanisch umgestellt werden, außerdem wurde ein Add-On für Word entwickelt. Citavi 5 ist im April 2015 mit Editionen für Einzelnutzer und für Teams erschienen. Mit Citavi 6 wurde im Februar 2018 die Möglichkeit ergänzt, die Daten in einer zentral bereitgestellten Cloud zu speichern und andere Nutzer mit differenzierten Nutzungsrechten zu Projekten einzuladen.
Eine eigenständige Entwicklung für OS X wurde 2011 eingestellt. Im Juni 2021 wurde eine plattformunabhängige Web-Version von Citavi vorgestellt.

## Produkte
- Citavi Free, eine ehemals kostenlose Nutzungsmöglichkeit mit auf 100 Datensätze eingeschränktem Nutzungsumfang, wurde im Zug der Akquisition durch QSR International eingestellt. Es gibt nur noch eine auf 30 Tage beschränkte Testversion.[9]
- Die Lizenz Citavi for Windows wird zur Nutzung über den Testzeitraum hinaus vorausgesetzt.
- Die Lizenz Citavi for DBServer ermöglicht es darüber hinaus Institutionen und Unternehmen, Projekte auf einem Microsoft SQL Server im Intranet zu speichern. Die Nutzer können über das Active Directory eingebunden werden. Auch auf DBServer-Projekte können Nutzer mit individuellen Zugriffsrechten pro Projekt zeitgleich im Team zugreifen.

## Funktionen
Citavi integriert die Verwaltung von Literaturangaben und Volltexten mit Funktionen zur Wissensorganisation und einer Aufgabenplanung, die auf die Bedürfnisse der Arbeit mit Texten zugeschnitten ist. Die ins Programm integrierte, kontextualisierte Schnellhilfe wird ergänzt durch ein Online-Handbuch, einen einführenden E-Mail-Newsletter, Videos, ein Support-Forum sowie, für Inhaber einer Lizenz, persönliche Hilfe.

### Wissensorganisation

Zitattypen in Citavi 5